# بيل ريتشموند
بيل ريتشموند (بالإنجليزية: Bill Richmond)‏ (5 أغسطس 1763 بنيويورك في الولايات المتحدة - 28 ديسمبر 1829 بلندن في الإمبراطورية الرومانية) هو ملاكم أمريكي.

## إحصائيات
خاض خلال مسيرته 19 نزالا، فاز في 17 ولم يتعادل وخسر في 2.